# Amblyceps crassioris
Amblyceps crassioris — вид сомоподібних риб родини товстохвостих сомів. Описаний у 2023 році.

## Поширення
Ендемік Індії. Поширений у басейні річки Маганаді у штаті Одіша на сході країни.